# Rorschach (district)
De kieskring Rorschach is een bestuurlijke onderverdeling in het Zwitserse kanton Sankt Gallen, die ontstond na de kantonherindeling van 10 juni 2001.
Het gebied bestaat uit het voormalige district Rorschach (zonder Eggersriet) met delen uit het voormalige district Unterrheintal.
Het gebied heeft 39.623 inwoners en omvat de volgende gemeenten:
| Wapen     | Gemeentenaam    | Inwoners (31/12/2005) | Oppervlakte (km²) |
| --------- | --------------- | --------------------- | ----------------- |
|           | Berg            | 880                   | 3,74              |
|           | Goldach         | 8966                  | 4,68              |
|           | Mörschwil       | 3400                  | 9,83              |
| Rorschach | Rorschach       | 8479                  | 1,78              |
|           | Rorschacherberg | 6466                  | 7,11              |
|           | Steinach        | 3299                  | 4,52              |
|           | Thal            | 5996                  | 9,58              |
|           | Tübach          | 1119                  | 1,99              |
|           | Untereggen      | 1018                  | 7,14              |
|           | Totaal (9)      | 39.623                | 50,37             |

Rheintal · Rorschach · Sankt Gallen · Sarganserland · See-Gaster · Toggenburg · Werdenberg · Wil